# Гликолипиды

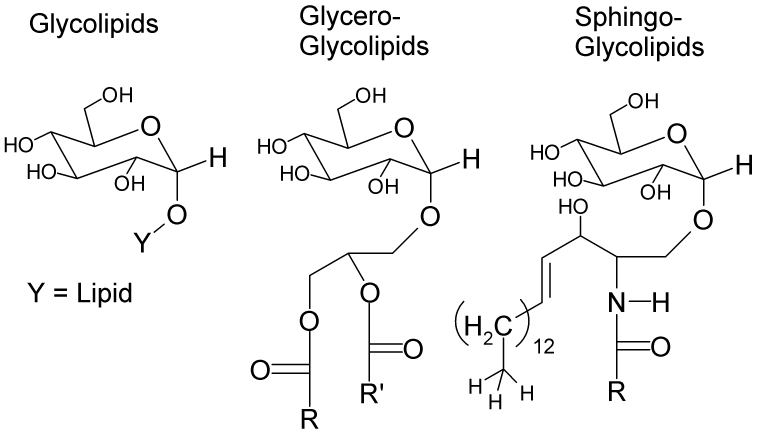
Гликолипиды

Гликолипиды (от греч. γλυκός (glykos) — сладкий и λίπος (lípos) — жир) сложные липиды, образующиеся в результате соединения спиртов, жирных кислот и углеводов. В молекулах гликолипидов есть полярные «головы» (углевод) и неполярные «хвосты» (остатки жирных кислот). Благодаря этому гликолипиды (вместе с фосфолипидами) входят в состав клеточных мембран.
Гликолипиды широко представлены в тканях, особенно в нервной ткани, в частности в ткани мозга. Они локализованы преимущественно на наружной поверхности плазматической мембраны, где их углеводные компоненты входят в число других углеводов клеточной поверхности.

## Классификация и функции
Главной формой гликолипидов в животных тканях являются гликосфинголипиды. Они содержат церамид, а также один или несколько остатков сахаров. Двумя простейшими соединениями этой группы являются галактозилцерамид (GalCer) и глюкозилцерамид (ClcCer). Галактозилцерамид — главный гликосфинголипид мозга и других нервных тканей, но в небольших количествах он встречается и во многих других тканях. Простые гликосфинголипиды в тканях, отличных от нервной, представлены главным образом глюкозилцерамидом; в небольших количествах он имеется и в ткани мозга.
Гликосфинголипиды, являющиеся компонентами наружного слоя плазматической мембраны, могут участвовать в межклеточных взаимодействиях и контактах. Некоторые из них являются антигенами, например, ксеногенные (антигены Форсмана) и аллогенные антигены. Сходные олигосахаридные цепи обнаружены и у других гликопротеинов плазматической мембраны. Ряд ганглиозидов функционирует в качестве рецепторов бактериальных токсинов (например, холерного токсина, который запускает процесс активации аденилатциклазы).